# جمهوری خودمختار سوسیالیستی نخجوان شوروی
جمهوری سوسیالیستی خودمختار نخجوان شوروی (آذربایجانی: Нахчыван Мухтар Совет Сосиалист Республикасы , ارمنی: Նախիջևանի Ինքնավար Խորհրդային Սոցիալիստական Հանրապետություն , روسی: Нахичеванская Автономная Советская Социалистическая Республика (به آذربایجانی: Нахчыван МССР , ارمنی: Նախիջևանի ԻԽՍՀ، روسی: Нахичеванская АССР) یک جمهوری خودمختار درون اتحاد جماهیر آذربایجان شوروی بود که خود یک جمهوری در داخل اتحاد جماهیر شوروی بود. این جمهوری خودمختار در ۱۶ مارس ۱۹۲۱ تشکیل شد و در ۹ فوریه ۱۹۲۴ بخشی از آذربایجان شوروی شد.
اولین پرچم نخجوان شوروی در سال ۱۹۳۷ معرفی شد و حاوی متن آذربایجانی و ارمنی بود. در دهه ۱۹۴۰، زمانی که الفبای لاتین آذربایجانی با سیریلیک جایگزین شد، پرچم قبلی با پرچم شوروی با متن سیریلیک آذربایجانی "Нахчыван МССР " به رنگ طلایی و نوار آبی تیره در امتداد فس جایگزین شد.
در سال ۱۹۹۰ این جمهوری به جمهوری خودمختار نخجوان در جمهوری آذربایجان تبدیل شد.

## تاریخ

### جنگ و انقلاب
در سال‌های پایانی جنگ جهانی اول، نخجوان صحنه خونریزی بین ارمنی‌ها و آذربایجانی‌ها بود که هر دو ادعای مالکیت این منطقه را داشتند. تا سال ۱۹۱۴، جمعیت ارمنی‌ها اندکی به ۴۰ درصد کاهش یافت، در حالی که جمعیت آذری‌ها به حدود ۶۰ درصد افزایش یافت. پس از انقلاب فوریه ۱۹۱۷، منطقه تحت اختیار کمیته ویژه ماورای قفقاز دولت موقت روسیه و متعاقباً جمهوری کم دوام فدرال دموکراتیک ماوراء قفقاز در سال ۱۹۱۸ قرار گرفت. هنگامی که این جمهوری در ماه مه ۱۹۱۸ منحل شد، نخجوان، قره باغ کوهستانی، زنگزور (امروزه استان سیونیک ارمنستان و بخشی از استان وایوتس دزور) و قزاق به شدت بین دولت‌های تازه تأسیس و کم دوام جمهوری دمکراتیک ارمنستان (DRA) و جمهوری دموکراتیک آذربایجان (ADR) مورد مناقشه قرار گرفتند. در ژوئن ۱۹۱۸، این منطقه به اشغال عثمانی درآمد. عثمانی‌ها ۱۰۰۰۰ ارمنی را قتل‌عام کردند و ۴۵ روستای آنها را با خاک یکسان کردند. بر اساس شرایط آتش‌بس مودروس، عثمانی‌ها موافقت کردند که نیروهای خود را از ماوراء قفقاز خارج کنند تا راه را برای حضور نظامی آتی بریتانیا باز کنند.
تحت اشغال بریتانیا، سر الیور واردروپ، کمیسر ارشد بریتانیا در قفقاز جنوبی، پیشنهادی مرزی را برای حل مناقشه ارائه کرد. به اعتقاد واردروپ، ادعاهای ارامنه علیه آذربایجان نباید فراتر از مرزهای اداری استان ایروان سابق (که تحت حاکمیت امپراتوری روسیه پیشین نخجوان را در بر می‌گرفت) فراتر رود، در حالی که آذربایجان باید به استان‌های باکو و الیزابتپل محدود می‌شد. این پیشنهاد هم از سوی ارامنه (که نمی‌خواستند از ادعای خود در قزاق، زنگزور و قره باغ کوهستانی دست بکشند) و هم از سوی آذری‌ها (که دست کشیدن از ادعای خود در مورد نخجوان را غیرقابل قبول می‌دانستند) رد شد. با ادامه اختلافات بین هر دو کشور، به زودی آشکار شد که صلح شکننده تحت اشغال بریتانیا دوام نخواهد آورد.
در دسامبر ۱۹۱۸، جعفرگولو خان نخجوانسکی با حمایت حزب مساوات آذربایجان، جمهوری ارس را در آویزد نخجوان از استان ایروان سابق که توسط واردروپ به ارمنستان واگذار شده بود، اعلام کرد. دولت ارمنستان دولت جدید را به رسمیت نشناخت و نیروهای خود را برای تسلط بر آن به منطقه فرستاد. این درگیری به زودی به جنگ خشونت‌آمیز ارس تبدیل شد.
با این حال، در اواسط ژوئن ۱۹۱۹، ارمنستان موفق شد کنترل نخجوان و کل قلمرو جمهوری خودخوانده را برقرار کند. سقوط جمهوری ارس باعث تهاجم ارتش منظم آذربایجان شد و در پایان ماه ژوئیه، نیروهای ارمنی مجبور شدند شهر نخجوان را به آذری‌ها رها کنند. باز هم خشونت‌های بیشتری شروع شد و حدود ده هزار ارمنی کشته شدند و چهل و پنج روستای ارمنی ویران شدند. در همین حال، انگلیسی‌ها که از اوضاع احساس ناامیدی و نسبت به حفظ کنترل بر منطقه خود را ناتوان می‌دیدند، در اواسط سال ۱۹۱۹ تصمیم به عقب‌نشینی از منطقه گرفتند. با این حال، جنگ بین ارمنی‌ها و آذری‌ها ادامه داشت و پس از یک رشته درگیری که در سراسر منطقه نخجوان رخ داد، توافق آتش‌بس منعقد شد. با این حال، آتش‌بس کوتاه مدت دوام آورد و در اوایل مارس ۱۹۲۰، درگیری‌های بیشتری، عمدتاً در قره باغ، بین ارامنه قره باغ و ارتش منظم آذربایجان درگرفت. این امر باعث درگیری در مناطق دیگر با جمعیت مختلط از جمله نخجوان شد.

### شوروی سازی
در ژوئیه ۱۹۲۰، ارتش سرخ یازدهم شوروی به این منطقه حمله و آن را اشغال کرد و در ۲۸ ژوئیه جمهوری سوسیالیستی خودمختار شوروی نخجوان را با «روابط نزدیک» با جمهوری آذربایجان شوروی اعلام کرد. در نوامبر، در آستانه تصرف ارمنستان، بلشویک‌ها برای جلب حمایت عمومی، قول دادند که نخجوان را به همراه قره باغ و زنگزور به ارمنستان اختصاص دهند. این امر زمانی محقق شد که نریمان نریمانوف، رهبر آذربایجان بلشویکی، اعلامیه ای را در جشن «پیروزی قدرت شوروی در ارمنستان» صادر کرد و اعلام کرد که نخجوان و زنگزور باید به عنوان نشانه ای از حمایت مردم آذربایجان از مبارزه ارمنستان علیه دولت سابق جمهوری دمکراتیک ارمنستان به مردم ارمنستان اهدا شود.
ولادیمیر لنین، اگرچه از این اقدام به عنوان «برادری عظیم شورویانه» که در آن «مرزها در میان خانواده مردم شوروی معنی ندارد» استقبال کرد، اما با این طرح موافقت نکرد و در عوض خواستار مشورت با مردم نخجوان در یک همه‌پرسی شد. بر اساس ارقام رسمی این همه‌پرسی که در آغاز سال ۱۹۲۱ برگزار شد، ۹۰ درصد از جمعیت نخجوان می‌خواستند «با حقوق جمهوری خودمختار» در جمهوری آذربایجان شوروی قرار گیرند. تصمیم برای تبدیل نخجوان به عنوان بخشی از آذربایجان امروزی در ۱۶ مارس ۱۹۲۱ در معاهده مسکو بین روسیه بلشویستی و ترکیه تثبیت شد. قرارداد بین روسیه شوروی و ترکیه همچنین خواستار الحاق آویزد سابق شرور-درالگز (که دارای اکثریت قاطع آذری بود) به نخجوان بود، که به ترکیه اجازه داد تا با جمهوری آذربایجان شوروی مرز مشترک داشته باشد. این قرارداد در ۲۳ اکتبر در معاهده قارص مجدداً تأیید شد.

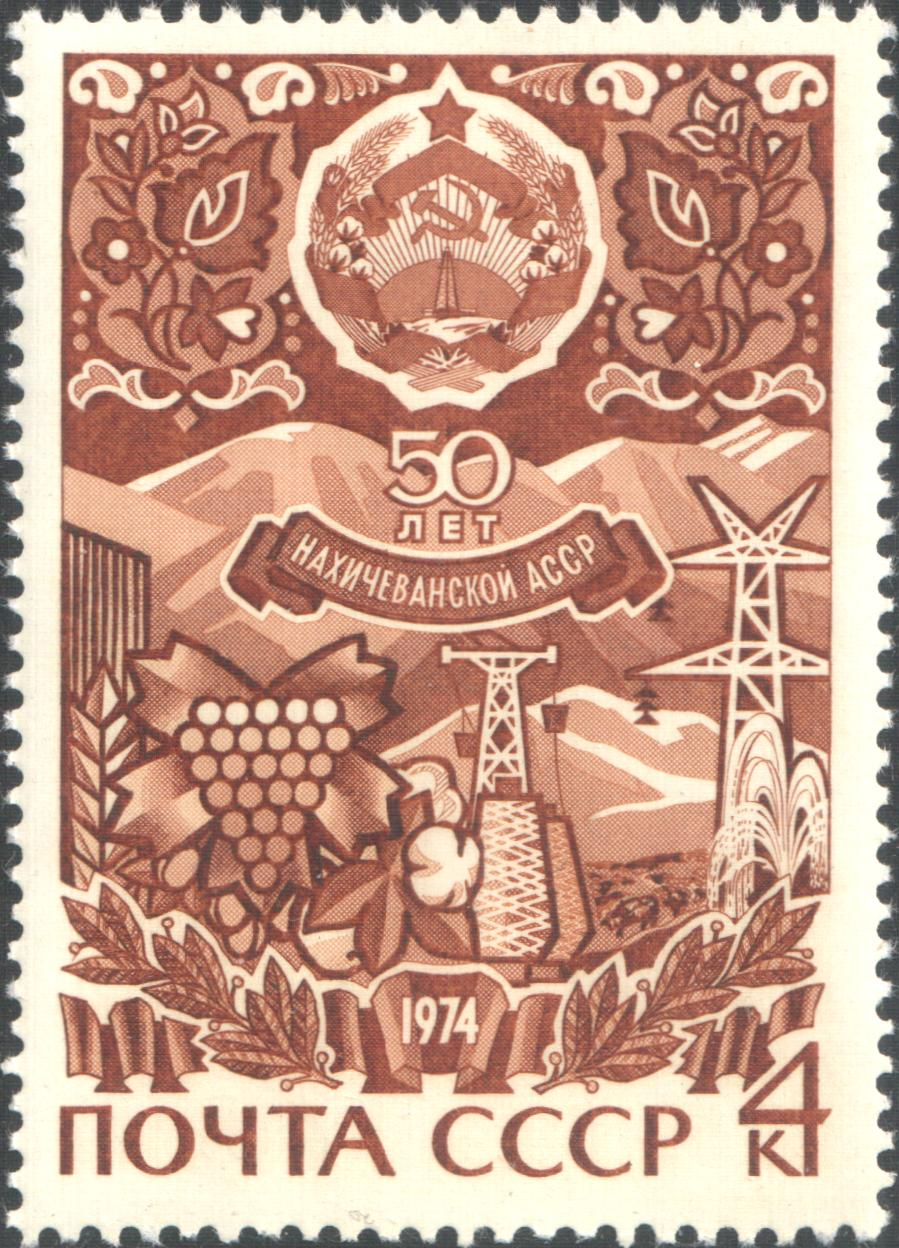
تمبر پست شوروی با نشان نخجوان، ۱۹۷۴

بنابراین، در ۱۶ مارس ۱۹۲۱ جمهوری خودمختار نخجوان شوروی تأسیس شد. در ۹ فوریه ۱۹۲۴، اتحاد جماهیر شوروی به‌طور رسمی نخجوان شوروی را تحت صلاحیت جمهوری آذربایجان شوروی قرار داد. قانون اساسی آن در ۱۸ آوریل ۱۹۲۶ به تصویب رسید.

نقشه اداری قفقاز در اتحاد جماهیر شوروی، ۱۹۵۷–۱۹۹۱

## بزرگداشت
در سال ۲۰۰۸، بانک ملی آذربایجان یک جفت سکه یادبود طلا و نقره برای هشتاد و پنجمین سالگرد ایجاد جمهوری خودمختار شوروی سوسیالیستی نخجوان ضرب کرد.